# Бойківський храм

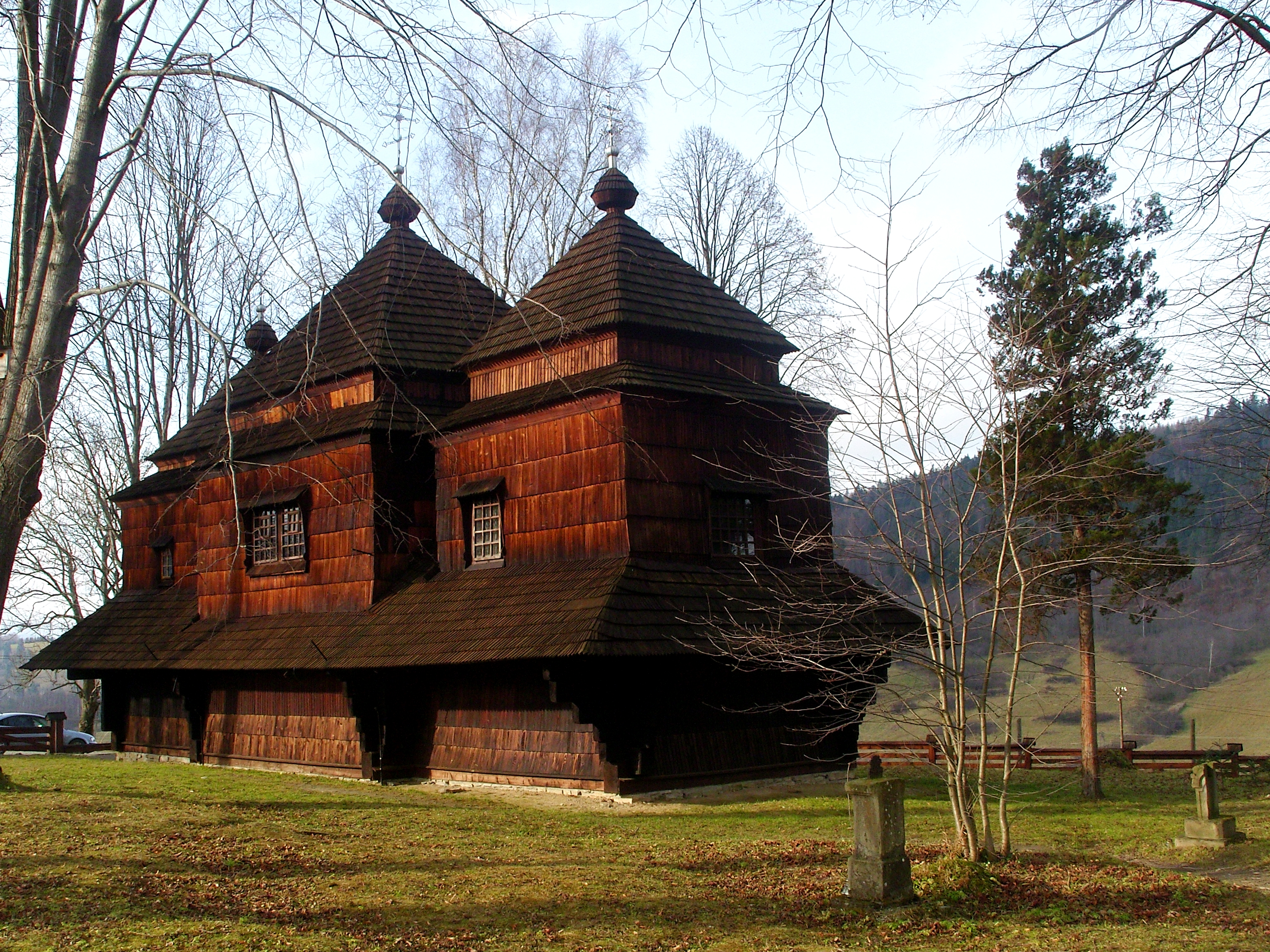
Бойківська церква в Смольнику на Сяні

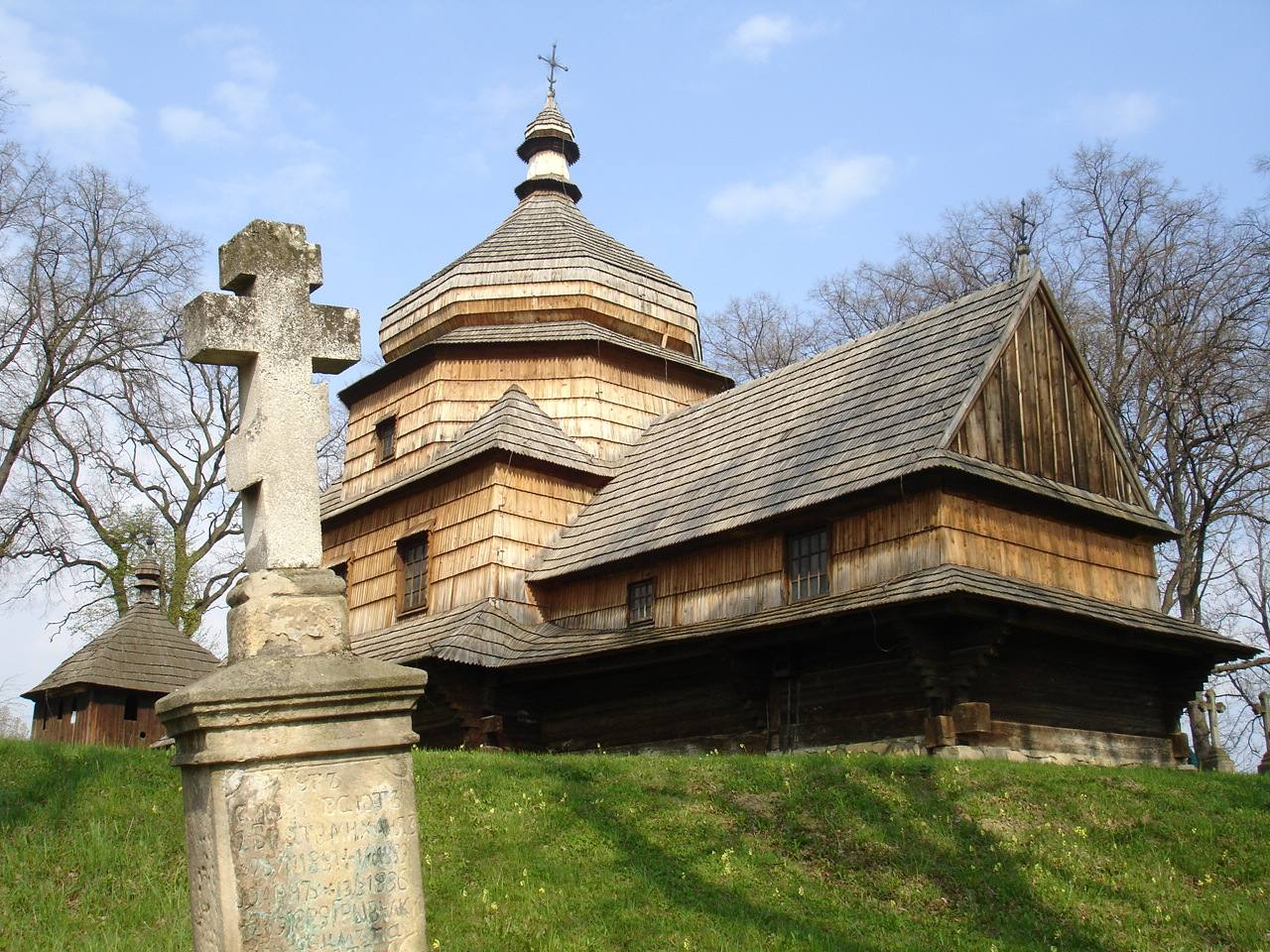
Бойківська церква в Чертежі

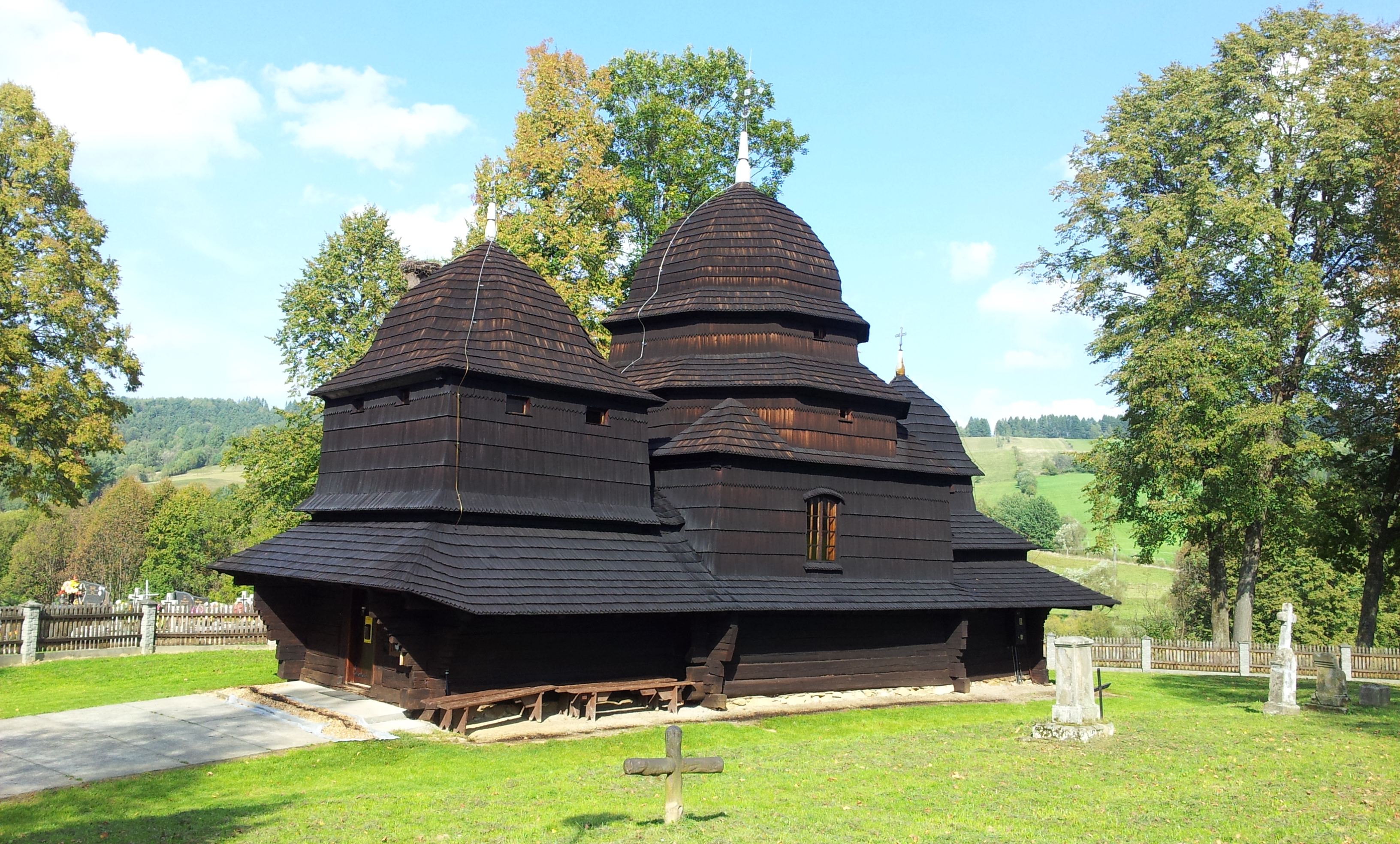
Бойківська церква в Рівні

Бойківський храм — архітектурний тип церков, поширений у Карпатах на теренах бойків.

## Загальна характеристика бойківських церков
Архітектурний тип бойківської церкви тридільний, з поділом на вестибюль (бабинець), наву і пресбітерій. Всі ці частини мають схожі розміри (проте відрізняються висотою), їхні покрівлі з кількаразовим заломом завершуються восьмигранними або чотиригранними банями. Дзвіниці, як правило, стоять окремо, рідше є вежами, які розташовані над бабинцем. Бойківський храм, як правило, дерев'яний.
Існують різні думки дослідників щодо зв'язку між бойківською церквою, лемківською церквою і українською народною церквою. Роман Сулик визнає, що бойківські церкви є найархаїчнішим типом церковного будівництва у регіоні, з найпростішою конструкцією. М. Драган вважає цей вид церкви проміжним етапом між українським типом дерев'яної церкви і лемківською церквою.
Форма бойківської церкви сформувалася під різними архітектурними впливами — південноєвропейським (балканським) типом церкви і типом католицького костелу (зокрема, барокового, але також наявні готичні впливи).

## Види бойківської церкви
У бойківській архітектурі можна виділити три типи церков, які відрізняються окремими деталями, зберігаючи при цьому загальні риси стилю. У першому, найпоширенішому типі, чітко видно тридільний поділ будівлі, покритої дахом і оточеної карнизом, кожна частина церкви увінчана банею, а дзвіниця стоїть окремо. Другий тип бойківської церкви має дзвіницю з заходу і покритий гребінчастим дахом. Третій тип передбачав будову церкви у вигляді грецького хреста з багатосхилим дахом трансепту і надбудованими банями над кожною з трьох частин храму. У деяких церквах, незалежно від того, якого вони типу, є додаткова каплиця над бабинцем, з отвором у стіні з видом на іконостас.